# Террористические акты 11 сентября 2001 года
Террористи́ческие а́кты 11 сентября́ 2001 го́да (также именуемые 9/11) — серия из четырёх координированных террористических актов-самоубийств, совершённых в Соединённых Штатах Америки членами террористической организации «Аль-Каида».
Утром того дня четыре группы террористов общим количеством 19 человек захватили четыре рейсовых пассажирских самолёта. Каждая группа имела как минимум одного члена, прошедшего начальную лётную подготовку. Захватчики направили два лайнера в башни Всемирного торгового центра, расположенные в южной части Манхэттена в Нью-Йорке. Рейс 11 American Airlines врезался в башню ВТЦ-1 (Северную), а рейс 175 United Airlines — в башню ВТЦ-2 (Южную). В результате этого обе башни обрушились, вызвав серьёзные разрушения прилегающих строений. Третий самолёт (рейс 77 American Airlines) был направлен в здание Пентагона, расположенное недалеко от Вашингтона. Пассажиры и экипаж четвёртого авиалайнера (рейс 93 United Airlines) попытались перехватить управление самолётом у террористов, самолёт упал в поле около боро Шанксвилл в штате Пенсильвания. Вместе с тем, существуют и конспирологические версии произошедшего, расходящиеся с официальной версией.
Помимо 19 террористов, в результате атак погибло 2977 человек, ещё 24 пропали без вести. Большинство погибших были гражданскими лицами. Теракт стал крупнейшим в истории по числу жертв.
Последствиями этих терактов стали акты возмездия войск НАТО против «Аль-Каиды» и «Талибана» в Афганистане и Пакистане и интервенция американских войск и их союзников в Ирак, приведшая к свержению режима Саддама Хусейна.

## Террористические акты

Карта, показывающая атаки на ВТЦ (самолёты нарисованы не в масштабе)

События развивались приблизительно следующим образом. Четыре коммерческих авиалайнера, выполнявшие рейсы авиакомпаний American Airlines и United Airlines, были захвачены террористами во время выполнения полёта, приблизительно одновременно, через некоторое время после вылета. Поскольку длина маршрутов лайнеров составляла около 4200 км, они имели на борту примерно по 30-35 тыс. литров авиационного керосина каждый.
- Рейс American Airlines 11, самолёт Boeing 767-223ER[11], бортовой номер N334AA (вылетел из аэропорта Логан по маршруту Бостон – Лос-Анджелес, 92 человека на борту: 11 членов экипажа и 81 пассажир, в том числе 5 террористов), под управлением Мухаммеда Атты на скорости около 440 миль в час (710 км/ч) врезался в северную сторону Северной башни (ВТЦ-1), по разным данным, от 8:46:26 до 8:46:40[12] (здесь и далее время местное), приблизительно на уровне 93—99 этажей[13].
- Рейс United Airlines 175, самолёт Boeing 767—222[14], бортовой номер N612UA (вылетел из аэропорта Логан по маршруту Бостон – Лос-Анджелес, 65 человек на борту: 9 членов экипажа и 56 пассажиров, в том числе 5 террористов), под управлением Марвана аш-Шеххи на скорости около 587 миль в час (945 км/ч) врезался в южную сторону Южной башни (ВТЦ-2) в 9:03:02, приблизительно на уровне 77—85 этажей. Это событие было снято телевизионными съёмочными группами, снимавшими последствия первого удара[15].
- Рейс American Airlines 77, самолёт Boeing 757-223, бортовой номер N644AA (вылетел из аэропорта имени Даллеса по маршруту Вашингтон – Лос-Анджелес, 64 человека на борту: 6 членов экипажа и 58 пассажиров, в том числе 5 террористов), под управлением Хени Хенджора на скорости около 530 миль в час (850 км/ч) врезался в западное крыло здания Пентагона в 9:37:46, на уровне 1 этажа.
- Рейс United Airlines 93, самолёт Boeing 757—222[16], бортовой номер N591UA (вылетел из аэропорта Ньюарк по маршруту Ньюарк – Сан-Франциско, 44 человека на борту: 7 членов экипажа и 37 пассажиров, в том числе 4 террориста), под управлением Зияда Джарраха на скорости около 563 миль в час (906 км/ч) врезался в поле в округе Сомерсет юго-западной части Пенсильвании на расстоянии 3 километров от боро Шанксвилл в 10:03:11. Место падения находится приблизительно в 240 км к северу от Вашингтона. Предположительно, падение произошло в результате борьбы, которая стала следствием попытки пассажиров и членов экипажа вернуть контроль над самолётом.

В результате попадания самолётов в день атаки разрушились три здания ВТЦ. Южная башня (ВТЦ-2) обрушилась приблизительно в 9:59 после пожара, длившегося 56 минут. Северная башня (ВТЦ-1) обрушилась в 10:28 после пожара, который продолжался 102 минуты. Третье здание, башня WTC 7 разрушилась в 17:20 в результате серии взрывов газа и последовавшего пожара.
После захвата самолётов некоторые пассажиры смогли воспользоваться спутниковым телефоном самолёта, а также своими мобильными телефонами, и сообщить о захвате. По их сообщениям, террористы использовали холодное оружие (возможно, офисные ножи и складные бытовые ножи), в результате чего погибли несколько бортпроводников, как минимум один пассажир и как минимум один пилот, КВС рейса 11 Джон Огоновски. Кроме того, террористы использовали газовые баллоны (слезоточивый газ или перцовую вытяжку) на рейсах 11 и 175. В трёх случаях террористы угрожали взрывом самолёта, но расследование показало, что, вероятнее всего, террористы не имели при себе взрывных устройств.
Согласно расшифровке речевого самописца рейса 93, команда и пассажиры самолёта совершили попытку вернуть контроль над самолётом, после того как узнали по мобильным телефонам, что другие захваченные самолёты врезались в башни ВТЦ. Вероятно, что проигрывавшие борьбу террористы направили самолёт в землю, в результате чего произошло падение. Целью террористов, захвативших этот рейс, вероятно было здание Капитолия, которое они между собой называли кодовым словом «факультет права».
Происходящие события вызвали широкомасштабный информационный хаос на всей территории США. Все коммерческие авиарейсы были отменены, посадка самолётов на территории США была запрещена (кроме внутренних рейсов, уже находившихся в воздухе). Самолёты, прибывавшие в США из других стран, были направлены обратно в аэропорты вылета или направлялись в аэропорты Канады и Мексики. Над крупными городами США было организовано патрулирование истребителями ВВС и Национальной гвардии. Поступали сообщения о других террористических атаках, которые впоследствии оказались ошибочными. Например, сообщалось о взрыве бомбы в автомобиле около здания Госдепартамента США, о пожаре в Вашингтонском торговом центре, о взрыве Труман Билдинг в Вашингтоне. Кроме того, сообщалось о захвате ещё двух самолётов, рейс 1989 авиакомпании Delta Air Lines (Boeing 767-332ER) и рейс 85 авиакомпании Korean Air (Boeing 747-4B5), эти сообщения также оказались ложными.
Была приведена в состояние повышенной готовности Система экстренного оповещения (EAS), но она так и не была использована. Первый раз за всю историю были приземлены все гражданские летательные аппараты на территории США и Канады, кроме тех, которые принадлежали полиции или выполняли медицинские полёты; это сказалось на десятках тысяч пассажиров по всему миру.
Были выполнены планы по поддержанию деятельности правительства в чрезвычайных ситуациях, а также планы эвакуации национальных лидеров. Однако конгресс только в феврале 2002 года признал, что деятельность правительства не прерывалась.

### Жертвы
| ВТЦ  | American 11 | United 175 | Пентагон | American 77 | United 93 | Всего |
| ---- | ----------- | ---------- | -------- | ----------- | --------- | ----- |
| 2606 | 87          | 60         | 125      | 59          | 40        | 2977  |

Жертвами терактов стали 2977 человек (не включая 19 террористов): 246 пассажиров и членов экипажей самолётов, 2606 человек — в Нью-Йорке, в зданиях ВТЦ и на земле, 125 — в здании Пентагона. Погибли граждане США и ещё 91 государства.
Погибло 1366 человек, находившихся на верхних этажах Северной башни ВТЦ, многие из которых погибли в момент столкновения самолёта с башней, а остальные — из-за пожара и обрушения здания. В южной башне на верхних этажах погибли, как минимум, 600 человек. Всего около 18 человек смогло покинуть зону попадания в южной башне и спастись. Как минимум 200 человек из числа попавших в ловушку на верхних этажах башен спрыгнули вниз, предпочитая такую смерть, а не погибнув от огня. Их падение наблюдали многочисленные свидетели. Некоторые пытались выбраться на крыши башен, в надежде на эвакуацию вертолётами, но эвакуация не состоялась, поскольку двери на крышу были закрыты, а дым и жар пожаров сделали невозможным использование вертолётов.
Погиб 341 пожарный и 2 парамедика нью-йоркского пожарного департамента, 60 полицейских и 8 сотрудников «скорой помощи».
В Нью-Йорке было опознано более 1600 тел, но остальных (около 1100 человек) опознать не удалось. Сообщалось, что на месте трагедии найдено «около 10 000 фрагментов костей и тканей, которые не могут быть отнесены к кому-то из списка погибших». Фрагменты костей были найдены даже в 2006 году, когда подготавливали к сносу здание Deutsche Bank. Средний возраст погибших в Нью-Йорке был около 40 лет.
По сообщению BBC, к апрелю 2013 года опознано 1634 человека из общего числа 2750 погибших при разрушении зданий ВТЦ, и процесс опознания продолжается с использованием метода анализа останков по ДНК.

### Разрушения

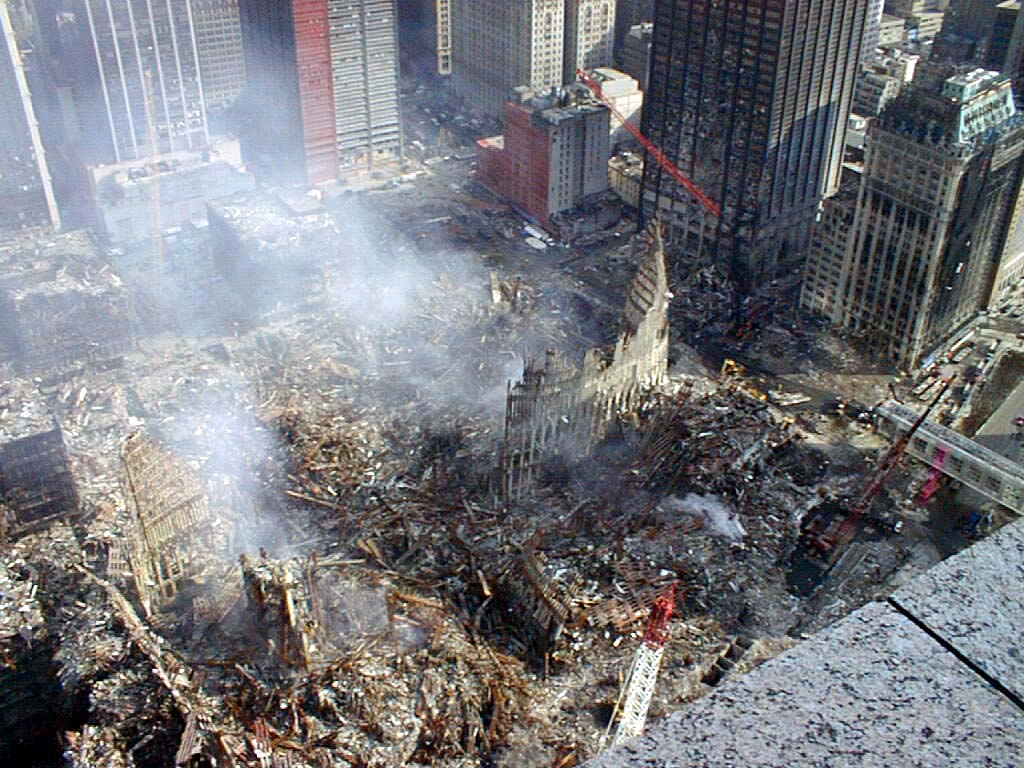
Руины зданий ВТЦ

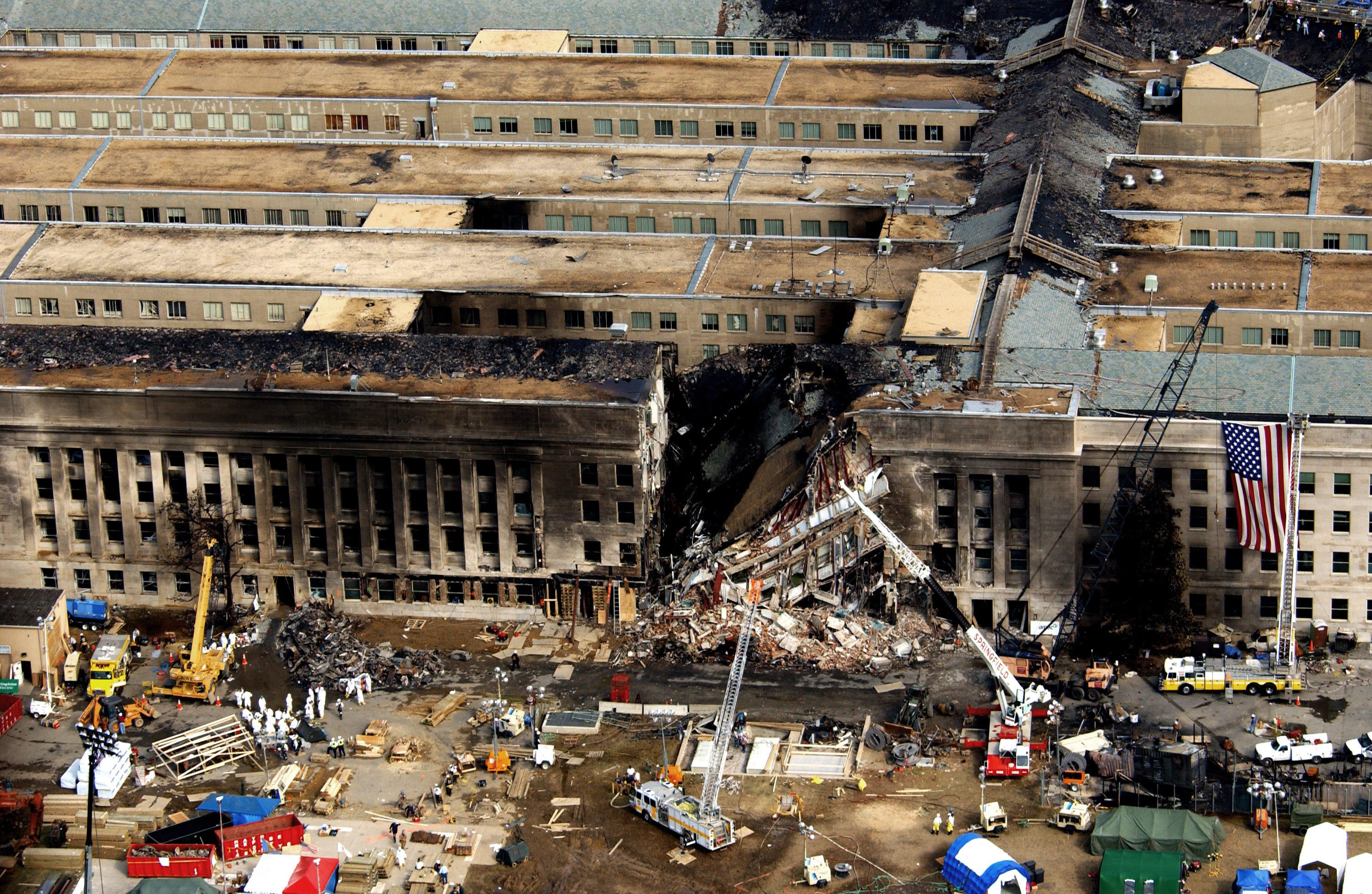
Разрушения Пентагона

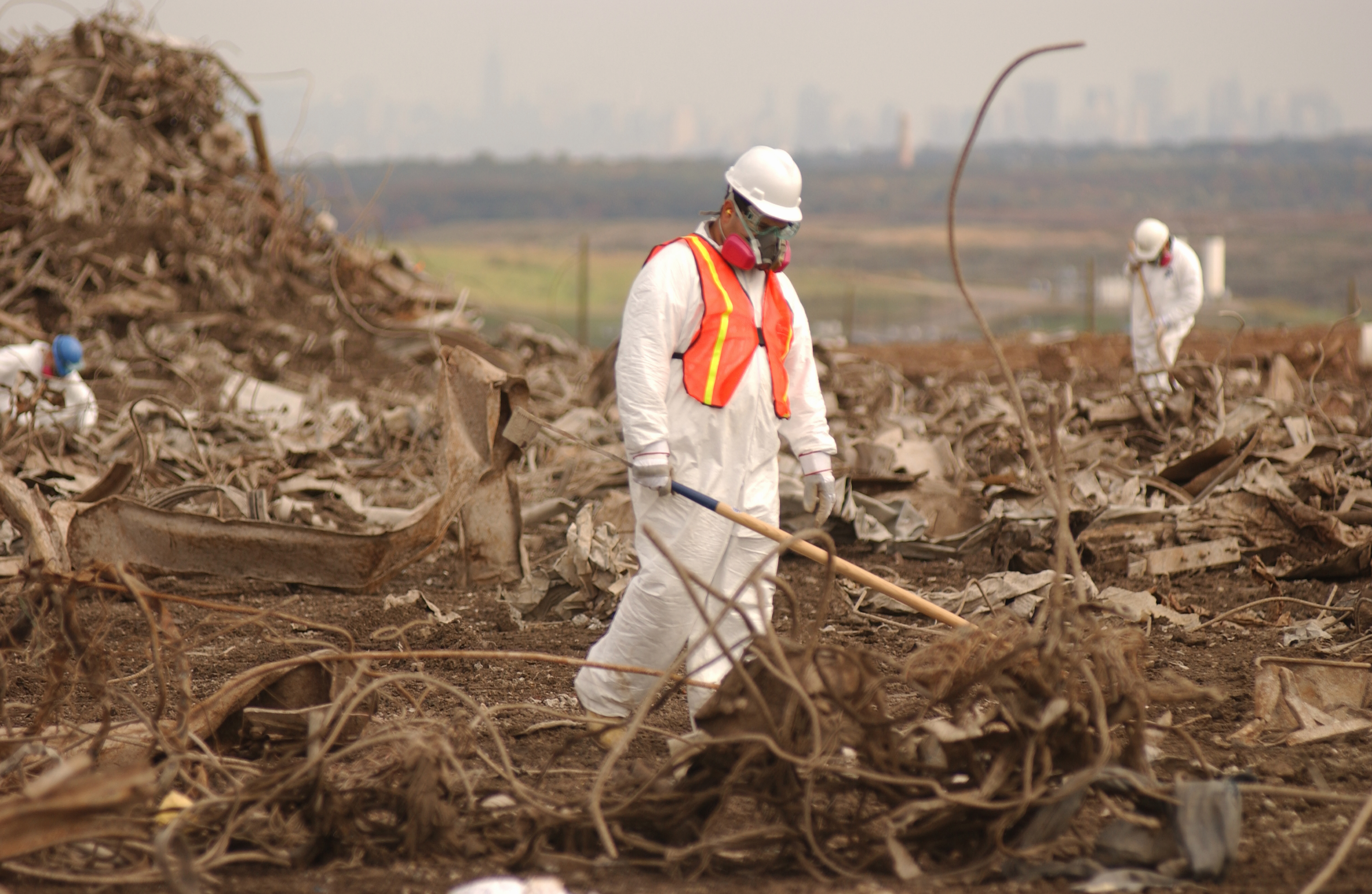
Анализ обломков зданий, вывезенных на свалку Фрешкиллс на Статен-Айленде

Кроме разрушения двух 110-этажных башен ВТЦ, были серьёзно повреждены или уничтожены другие строения ВТЦ, такие как 7 World Trade Center, 6 World Trade Center, 5 World Trade Center, 4 World Trade Center, отель Marriott World Trade Center и православная греческая Церковь Святого Николая. Здание Deutsche Bank, находившееся на другой стороне Либерти-стрит, было признано непригодным для пребывания людей и постановлено к сносу, который начался в марте 2007 года и был завершён в феврале 2011 года. Fiterman Hall по адресу Вест-Бродвей, 30, принадлежащий Манхэттенскому общественному колледжу, также получил значительные повреждения и был предназначен для сноса.
Другие близлежащие здания, такие как Вест-стрит, 90 и Верайзон-билдинг, получили значительные повреждения, но были восстановлены. Здания Всемирного финансового центра 3, Уан-Либерти-Плаза, отеля Millenium Hilton получили средние повреждения. Было уничтожено находящееся на уцелевших зданиях телевизионное, коммуникационное и антенное оборудование.
В результате разрушения ВТЦ были навсегда утрачены важные архивы и бесценные произведения искусства XX века, включая гобелен испанского сюрреалиста Жоана Миро, шедевры скульпторов Огюста Родена и Александра Колдера, а также более 40 тысяч негативов фотографий Джона Ф. Кеннеди, снятых личным фотографом президента. Также были разрушены крупноформатная скульптура из дерева американской художницы российского происхождения Луизы Невельсон, монументальные работы американских поп-артистов Ханта Слонема и Роя Лихтенштейна и многие другие произведения искусства.
Одно крыло Пентагона повреждено взрывом и огнём, часть здания обрушилась.

### Выжившие
Согласно выводам Комиссии 9/11, около 16 000 человек находились в башнях ВТЦ ниже зоны попадания самолётов. Большая часть из них выжила, будучи эвакуированной перед разрушением зданий.

## Ответственность
С момента освещения терактов 11 сентября в СМИ возникло множество спекуляций о том, что за атаками стоит Усама бен Ладен. Спустя всего несколько часов после атак ФБР назвало имена подозреваемых террористов (а также множество других деталей, включая даты и места рождения и проживания, номера банковских счетов и т. д.). Багаж террориста Мухаммеда Атты, который задержался в аэропорту и не был погружён на борт рейса 11, содержал документы, раскрывающие личности всех 19 террористов, а также важные детали относительно произошедшего. В день терактов Агентство национальной безопасности и немецкое разведывательное агентство перехватили несколько сообщений, указывающих на Усаму бен Ладена.
В 2002 году американское правительство и Конгресс создали «Национальную комиссию о террористических атаках на Соединённые Штаты, совершённых 11 сентября 2001 года», известную также как «Комиссия 9/11». 22 июля 2004 года комиссия выпустила свой отчёт, в котором сделано заключение, что террористические атаки были задуманы и проведены членами «Аль-Каиды». В отчёте указывается, что «организаторы 9/11 потратили от 400 000 до 500 000 долл. на планирование и проведение этой операции, но происхождение этих средств остаётся неизвестным».
«Аль-Каида» основана через некоторое время после ввода ограниченного контингента советских войск в Афганистан. Вскоре после ввода войск Усама бен Ладен отправился в Афганистан, где при поддержке американского правительства помог координировать действия арабских моджахедов, создав «Мактаб-Аль-Кадамат» (МАК), для организации сопротивления советским войскам. В 1989 году когда СССР вывел войска из Афганистана, МАК был преобразован в «Аль-Каиду», представляющую собой «силы быстрого реагирования» джихада. Под влиянием доктора Аймана аз-Завахири, Усама стал более радикальным исламистом. В 1996 году бен Ладен издал свою первую фетву «Декларация войны американцам, оккупировавшим Земли Двух Святых мест». Вторая фетва, выпущенная в 1998 году призывает последователей «убивать американцев повсюду». В ней бен Ладен обвинил Америку в поддержке Израиля, а также в присутствии после Войны в Заливе американских войск на территории Саудовской Аравии.

### Террористы
Личности террористов были установлены в ходе специальной операции по расследованию взрыва в Пентагоне и башнях-близнецах (PENTTBOM), которая стала самым большим расследованием ФБР в истории. 27 сентября 2001 года ФБР обнародовало фотографии 19 террористов, сопроводив их информацией о их возможной национальности, возрасте и возможных прозвищах и псевдонимах.
Девятнадцать человек поднялись на борт четырёх самолётов: по пять человек — на рейсах 11, 175 и 77, и четверо — на рейсе 93. Пятнадцать из них были гражданами Саудовской Аравии, двое — Объединённых Арабских Эмиратов, один — Египта и ещё один — Ливана. Среди террористов было шесть основных организаторов (четверо из которых были пилотами) и тринадцать рядовых членов группы. Террористы не соответствовали типичному портрету шахида, поскольку были среднего возраста, хорошо образованными и со сложившейся жизненной позицией.
Ряд людей подозревался как потенциальные террористы, по разным причинам не ставшие участниками террористических актов 11 сентября 2001 года. В частности, Закариас Муссауи, проходивший лётную подготовку по управлению крупногабаритных самолётов, был арестован 16 августа 2001 года за нарушение правил иммиграции, за четыре недели до террористической атаки. В марте 2005 года Муссауи заявил, что по личному указанию бен Ладена он и Ричард Рид должны были захватить пятый самолёт и направить его на Белый дом. В мае 2006 года Муссауи был приговорён к шести пожизненным заключениям. Также предполагается, что в терактах должен был участвовать Рамзи Буналшибх, но ему было отказано в американской визе. Гражданин Саудовской Аравии Мохаммед аль-Кахтани предположительно также мог быть задействован в атаках, но ему было отказано во въезде в США в августе 2001 года; позже он был арестован в Афганистане и направлен в тюрьму в Гуантанамо. В 2022 году его освободили и отправили на родину на лечение — утверждается, что у него проблемы с психикой.

### Усама бен Ладен
Расследование ФБР атак 11 сентября стало самым большим расследованием за всю историю существования агентства, в операцию под кодовым названием PENTTBOM было вовлечено более семи тысяч сотрудников. Правительство США решило[когда?], что за теракты несёт ответственность «Аль-Каида», возглавляемая Усамой бен Ладеном, после того как ФБР заявило[когда?], что доказательства причастности «Аль-Каиды» являются «ясными и неоспоримыми». Правительство Великобритании пришло к такому же заключению.
Объявление Усамой бен Ладеном джихада против Америки, его фетва от 1998 года, а также другие многочисленные призывы к убийству американцев рассматривались как свидетельства того, что у него были существенные мотивы организации подобного террористического акта. В 2000 году директор ЦРУ Джордж Тенет заявил, что «непрекращающиеся угрозы против интересов США и их союзников, которые раздаются со стороны „международного террориста № 1“ Усамы бен Ладена и его законспирированной сети боевиков, имеют под собой реальное основание». Он также отметил, что «благодаря принимаемым США мерам безопасности бен Ладен, находящийся на территории Афганистана под покровительством движения „Талибан“, несколько ограничен в своих возможностях, однако его способности в области подготовки и проведения терактов сегодня так же велики, как и год назад».
Бен Ладен сначала опроверг своё участие в произошедших событиях, но впоследствии подтвердил его. 16 сентября 2001 года бен Ладен заявил о своей непричастности к атакам в трансляции катарского телевизионного канала «Аль-Джазира», в частности, он сказал: «Я подчёркиваю, что я не проводил этот акт, который, как представляется, осуществлялся отдельными личностями с их собственной мотивацией». Эта речь транслировалась на всей территории США, а также по всему миру.
28 сентября 2001 года бен Ладен снова заявил о своей непричастности в интервью пакистанской газете «Уммат».
В ноябре 2001 года силы США в Афганистане обнаружили в разрушенном доме в Джелалабаде видеозапись, на которой бен Ладен разговаривает с Халеддом Аль-Харби. На этой видеозаписи бен Ладен подтверждает, что знал об атаках заранее. Видеозапись широко транслировалась, начиная с 13 декабря 2001 года.
27 декабря 2001 года бен Ладен обнародовал ещё одну видеозапись. На этом видео он заявил, что «Терроризм против Америки заслуживает высокой оценки, потому что это ответ на несправедливость, направленный на вынуждение Америки прекратить поддержку Израиля, убивающего наших людей», а также кратко упомянул о своей ответственности за атаки 11 сентября.
Незадолго до президентских выборов 2004 года в США в очередном видеообращении Усама бен Ладен публично подтвердил участие «Аль-Каиды» в организации террористических атак 2001 года, а также заявил, что имел к ним прямое отношение. Он сказал также, что атаки были совершены, «потому что мы свободный народ, который не принимает несправедливости, и мы хотим вернуть свободу нашей нации». На этой плёнке, поступившей в распоряжение «Аль-Джазиры» 30 октября 2004 года, бен Ладен говорит, что он осуществлял непосредственное управление 19 угонщиками самолётов. Он также сообщил: «я и главнокомандующий Мухаммед Атта, да будет Аллах к нему милостив, пришли к соглашению, что вся операция должна завершиться не более чем за 20 минут, пока Буш и его администрация не заметят происходящего».
23 мая 2006 года «Аль-Джазира» передала новое обращение террориста, в котором тот признался, что он «в ответе за девятнадцать братьев» и «был ответственен за поручение девятнадцати братьям … этих рейдов». 6 сентября того же года в эфир вышли кадры, на которых Усама бен Ладен обсуждал предстоящие атаки с соучастником их подготовки Рамзи ибн аш-Шибхом и военачальником Аль-Каиды Мухаммедом Атефом (убит в результате бомбардировки в Афганистане в ноябре 2001 года), на видео также запечатлены двое непосредственных исполнителей терактов Ваиль аш-Шехри (один из угонщиков рейса 11) и Хамза аль-Гамди (один из угонщиков рейса 175), зачитывающие свои завещания. В своём «письме Америке», обнародованном в ноябре 2002 года, глава «Аль-Каиды» называл причинами атак поддержку США Израиля, агрессии против мусульман в Чечне, Кашмире и Ливане и непосредственное участие в уничтожении мусульман в Сомали, американское военное присутствие в мусульманских странах и их внешнее управление, а также санкции против Ирака.

### Халид Шейх Мохаммед

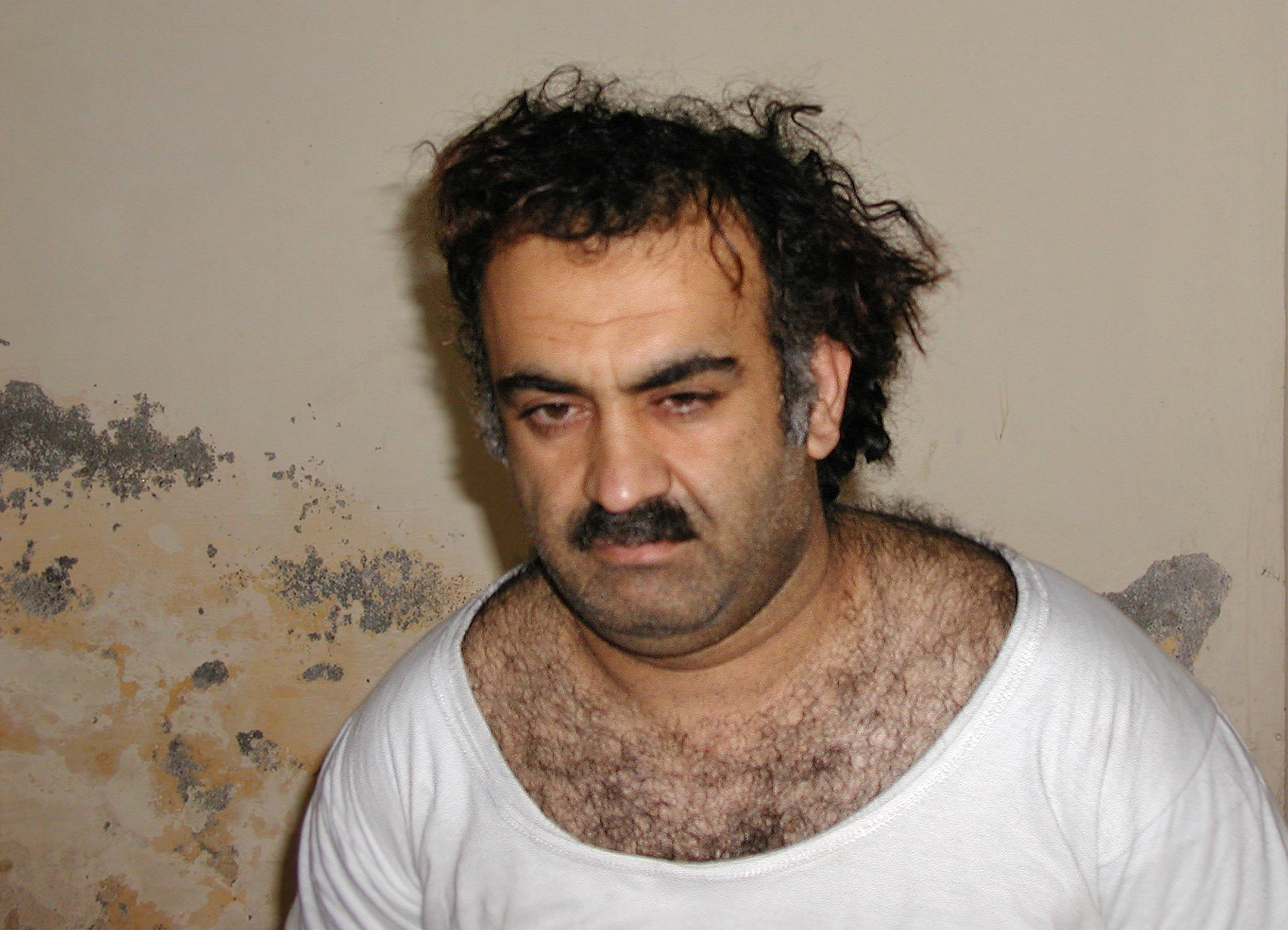
Халид Шейх Мохаммед после ареста в Пакистане 1 марта 2003 года

Идея террористических атак 11 сентября принадлежит Халиду Шейху Мохаммеду, который впервые представил её Усаме бен Ладену в 1996 году. В это время бен Ладен и «Аль-Каида» находились в процессе переноса своих баз из Судана обратно в Афганистан. Взрывы в американских посольствах в Африке 1998 года стали поворотной точкой, после которой бен Ладен направил свои атаки против Америки. В конце 1998 или в начале 1999 года бен Ладен дал Моххаммеду своё согласие на дальнейшую проработку операции. Весной 1999 года произошла серия встреч, между Мохаммедом, бен Ладеном, и его приближённым Мохаммедом Атефом. бен Ладен осуществлял общее руководство и финансирование заговора, кроме того он участвовал в отборе исполнителей, включая выбор Мухаммеда Атты в качестве непосредственного лидера угонщиков. Халид Шейх Мохаммед осуществлял оперативное руководство, такое как выбор целей, а также организацию перемещений террористов. бен Ладен отклонил выбранные Мохаммедом цели, например здание Американского Банка в Лос Анджелесе.
В интервью, данном в 2002 году репортёру «Аль-Джазиры», Халид Шейх Мохаммед подтвердил своё участие в операции «Святого четверга». Мохаммед был арестован 1 марта 2003 года в Пакистане. Во время слушаний в марте 2007 года, которые «широко критиковались юристами и защитниками прав человека как позорный трибунал», Мохаммед опять подтвердил своё участие в организации событий 11 сентября, заявив: «Я ответствен за операцию 9/11, от А до Я».

### Мотивы
Атаки 11 сентября согласуются с общей миссией «Аль-Каиды», провозглашённой в фетве «Джихад против евреев и крестоносцев» Усамы бен Ладена и Аймана аз-Завахири в 1998 году. В фетве было сказано: «Убийство американцев — как военных, так и гражданских, а также их союзников — это долг каждого правоверного мусульманина, который должен использовать для этого любую подходящую возможность, где бы он ни находился». В качестве причин указывалась американская политика поддержки Израиля, агрессия против Ирака, а также присутствие американских войск в Саудовской Аравии. Америка обвинялась в «разграблении» региона, угнетении людей путём поддержки тоталитарных режимов, в контролировании политики законных правителей арабских стран. В фетве также содержались возражения против присутствия в регионе американских военных баз, особенно на «святой земле Ислама», которые использовались в качестве «угрозы мусульманским странам, и сеяли вражду и раскол». Осуждалось упорное нежелание Америки осудить оккупацию Палестины. В фетве используются исламские тексты, призывающие к насильственным акциям против американских военных и гражданских лиц, и провозглашается, что «джихад является священным долгом каждого, если враги уничтожают исламские страны».
Заявления «Аль-Каиды» добавили веса мнению о том, что именно эта организация ответственна за организацию атак 11 сентября. В своём видеообращении 2004 года, в котором бен Ладен, по-видимому, подтверждает своё участие в событиях, он указал в качестве причин Ливанскую войну 1982 года, в которой, по его мнению, есть вина США. В этом видео бен Ладен заявил, что они хотят «восстановить свободу своей нации», «наказать настоящего агрессора», и нанести экономический ущерб Соединённым Штатам. Декларируется, что постоянной целью является «священная война, которая приведёт к краху Америки». Бен Ладен заявил: «мы клянёмся, что Америка не будет жить в безопасности до тех пор, пока мы живём в Палестине. Это покажет Америке, что она ставит интересы Израиля выше интересов собственного народа. Америка не выйдет из этого кризиса до тех пор, пока она не покинет Аравийский полуостров, и не прекратит поддержку Израиля».

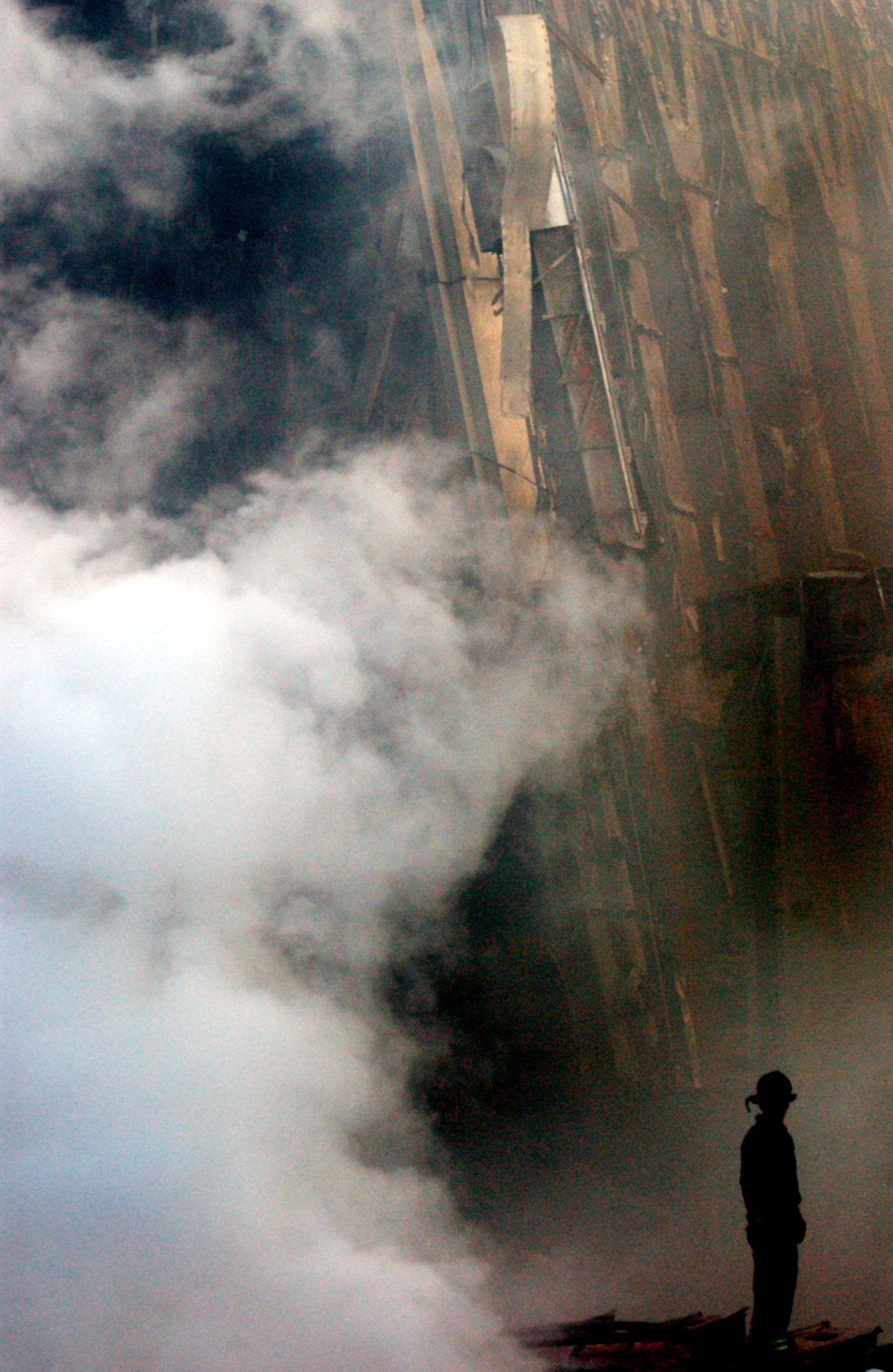
Нью-йоркский пожарный стоит среди обломков и дыма

В отчёте комиссии 9/11 указывается, что враждебность к Америке, которую испытывает Халид Шейх Мохаммед, «главный архитектор» событий 11 сентября, вызвана не «нахождением его в Америке в качестве студента, а агрессивным неприятием внешней политики США, поддерживающих Израиль». Та же самая мотивация была у двух угонщиков, находившихся за штурвалами самолётов, врезавшихся в ВТЦ: Мухаммед Атта, по описанию хорошо знавшего его Ральфа Бодена, «был более всего возмущён… защитой США израильской политики». «Когда кто-то спросил, отчего Атта никогда не смеётся, ответом было „как вы можете смеяться, когда в Палестине гибнут люди?“» Мухаммед Атта, как указано в отчёте Лоуренса Райта, взял на себя роль шахида в непосредственной связи с израильской операцией «Гроздья Гнева». Абдулазиз аль-Омари, один из захватчиков рейса 11, сказал в своём видеозавещании: «Моё дело — это послание всем, кто слышит и видит меня, а также это послание всем неверным, что они должны с позором покинуть Аравийский полуостров, и прекратить подавать руку помощи трусам евреям в Палестине».

#### Другие мнения
Мотивы «Аль-Каиды» были тщательно проанализированы различными сторонами, включая политиков, учёных, комментаторов СМИ и журналистов. В своей речи в 2001 году Джордж Буш объяснил мотивацию террористов ненавистью к свободе и демократии США. С другой стороны, эта точка зрения критиковалась экспертами, такими как бывшим руководителем группы ЦРУ в Афганистане Майклом Шейером, который указывал, что «Политики пребывают в большом заблуждении. Мы были атакованы из-за того, что мы сделали в исламском мире, а не из-за того, во что мы верим, или из-за того, как мы живём».
Многие выводы по поводу мотивов, сделанные комиссией 9/11, были поддержаны другими экспертами. Например, эксперт по контртерроризму Ричард А. Кларк указывал в качестве мотивов «Аль-Каиды» некоторые направления американской внешней политики, такие как противостояние СССР в Афганистане, размещение американских войск в районе Персидского залива, а также усиление Израиля в качестве южного фланга противостояния с СССР. Другие, такие как Джейсон Барк, указывали на политические аспекты мотивов: «его [бен Ладена] цели в основном политические».
Международное мнение согласно данным опроса, проведённого[когда?] в 17 странах, не имеет консенсуса по этому вопросу. В целом 46 % опрошенных возлагают основную ответственность на «Аль-Каиду», 15 % — на правительство США, 7 % — на Израиль, ещё 7 % называют других виновных. С другой стороны, данные опроса очень сильно отличаются от региона к региону, например в Египте 43 % опрошенных назвали в качестве главного виновника Израиль, а американское правительство в основном обвиняют в таких регионах как Турция, Палестина и Мексика.

## Реакция

### Международная
События 11 сентября повлекли за собой обширные политические последствия. Атаки были осуждены средствами массовой информации и правительствами по всему миру, общую идею сочувствия американцам выразила французская газета Le Monde, написавшая «Мы все американцы» («Nous sommes tous Américains»). Наиболее широко известными исключениями стали палестинцы, открыто демонстрировавшие свою радость по поводу атак на Америку. Также журналисты сообщали о демонстрациях в Пекине в поддержку атак, в которых участвовали китайские студенты. Лидеры большинства стран Ближнего Востока, включая Афганистан, осудили теракты. Ирак стал заметным исключением, официально заявив, что «американские ковбои пожинают плоды своих преступлений против человечности».
Приблизительно через месяц после террористических атак 11 сентября, США собрали и возглавили коалицию международных сил, целью которой стало свержение режима талибов в Афганистане, на территории которого базировалась «Аль-Каида». Пакистанские власти приняли решение оказать поддержку Соединённым Штатам в их борьбе против «Талибана», предоставив коалиции свои военные аэродромы. Кроме того, в Пакистане были арестованы около 600 предполагаемых членов «Аль-Каиды», которые впоследствии были переданы США.

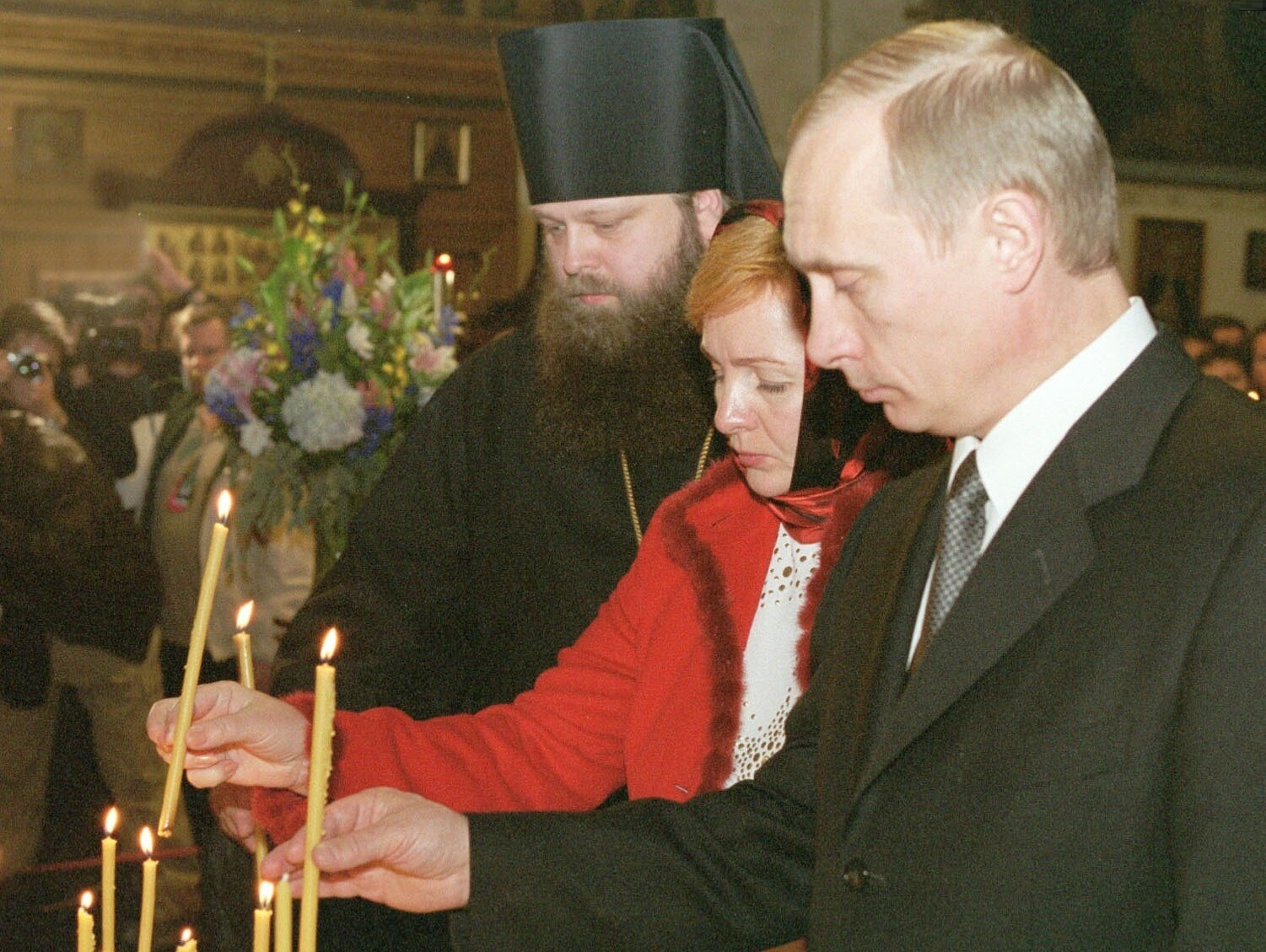
Президентская чета Путиных во время богослужения по жертвам терактов 11 сентября в Свято-Николаевском кафедральном соборе в Нью-Йорке

Многие страны, такие как Великобритания, Индия, Австралия, Франция, Германия, Индонезия, Китай, Канада, Россия, Пакистан, Иордания, Маврикий, Уганда и Зимбабве, внесли на рассмотрение «антитеррористические» изменения в законодательстве и заблокировали банковские счета компаний и отдельных лиц, подозреваемых в сотрудничестве с «Аль-Каидой».
Органы правопорядка и разведывательные службы многих стран, таких как Италия, Малайзия, Индонезия и Филиппины, арестовали множество подозреваемых в террористической деятельности людей, в рамках борьбы с повстанческими движениями по всему миру. В США эти действия критиковались, в том числе «Комитетом по защите билля о правах», который утверждал, что многие традиционные ограничения на слежку со стороны правительства были «демонтированы» принятием «Патриотического акта»; утверждалось также, что пострадала защита гражданских свобод американцев.
США создали в Гуантанамо (Куба) центр для содержания в заключении тех, кто были названы «незаконными враждебными комбатантами». Законность такого заключения под стражу ставилась под сомнение, в том числе Европейским парламентом, Организацией американских государств и Amnesty International («Международная амнистия»).

### Реакция американской общественности
«Это второй Пёрл-Харбор. Я не думаю, что преувеличиваю» (Чак Хагель).

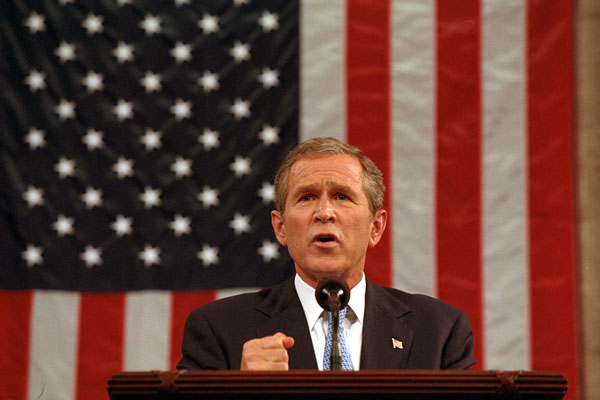
Президент Буш обращается к объединённой сессии Американского Конгресса 20 сентября 2001 года

Теракты 11 сентября оказали огромное влияние на американское общество.
Американцы испытывали благодарность к работникам экстренных служб, особенно к пожарным, будучи впечатлены высокой степенью риска и большими потерями среди них. Многие полицейские и сотрудники экстренных служб брали отпуска по месту основной службы, и ехали в Нью-Йорк, для того чтобы помочь в поисках уцелевших. В течение нескольких следующих недель после терактов, в стране выросло количество доноров крови.
После терактов отмечался всплеск преступлений в отношении выходцев со Среднего Востока, и других людей, которые выглядели похожим образом. Пострадали даже некоторые сикхи, которые носят тюрбаны, традиционно ассоциирующиеся с мусульманами. Сообщалось об оскорблениях, нападениях на мечети и другие культовые сооружения (включая поджог индуистского храма), а также нападения на людей, включая одно убийство; 15 сентября был смертельно ранен Бальбир Содхи Сингх, сикх, которого приняли за мусульманина.
Рейтинг президента Буша после терактов вырос до 86 %. 20 сентября 2001 года президент выступил перед нацией и объединённой сессией Конгресса, по поводу событий 11 сентября, последующих спасательных и восстановительных действий, а также по поводу ответных намерений американского правительства. Кроме того, заметную роль сыграл мэр Нью-Йорка Руди Джулиани, заслуживший высокую оценку общественности как в Нью-Йорке, так и на национальном уровне.
Согласно опросу, проведённому Scripps Survey Research Center at Ohio University, три четверти американцев полагают, что правительственные структуры располагали определёнными данными, позволившими бы предотвратить теракт, но не использовали их.

### Критика официальной версии событий
Официальная версия событий 11 сентября вызвала неоднозначную реакцию общественности и была подвергнута многочисленной критике, касающейся версии полного обрушения высотных железобетонных зданий Всемирного торгового центра от пожара. Ставится под сомнение то, что характер обрушения башен ВТЦ соответствует тому, который могли вызвать попадания самолётов и пожары, утверждается, что разрушение башен больше похоже на контролируемый снос. Указывалось также на то, что официальная версия игнорирует многочисленные сообщения свидетелей о взрывах в башнях ВТЦ. Высказывалось предположение, что правительственные чиновники США были осведомлены о предстоящих атаках и не предприняли мер для их предотвращения. Также делались предположения, что атаки были спланированы и осуществлены не «Аль-Каидой», а американскими спецслужбами. Владелец башен-близнецов застраховал их за несколько недель до 11 сентября 2001 года, причём страховка от террористических атак была прописана отдельным эпизодом.

#### «Иранский след»
Офицер иранской разведки и два сотрудника иранского министерства разведки под присягой дали показания суду Манхэттена, что правительство исламской республики Иран участвовало в разработке, осуществлении и сокрытии следов терактов 9/11. Они сообщили, что кроме непосредственного участия в разработке плана атак, Иран «предоставил террористам помощь в тренировке по захвату авиалайнеров», а также «материально поддержал сотни боевиков Аль-Каиды в период после 9/11».

## Действия американского правительства

### Спасательные и восстановительные работы, компенсация пострадавшим

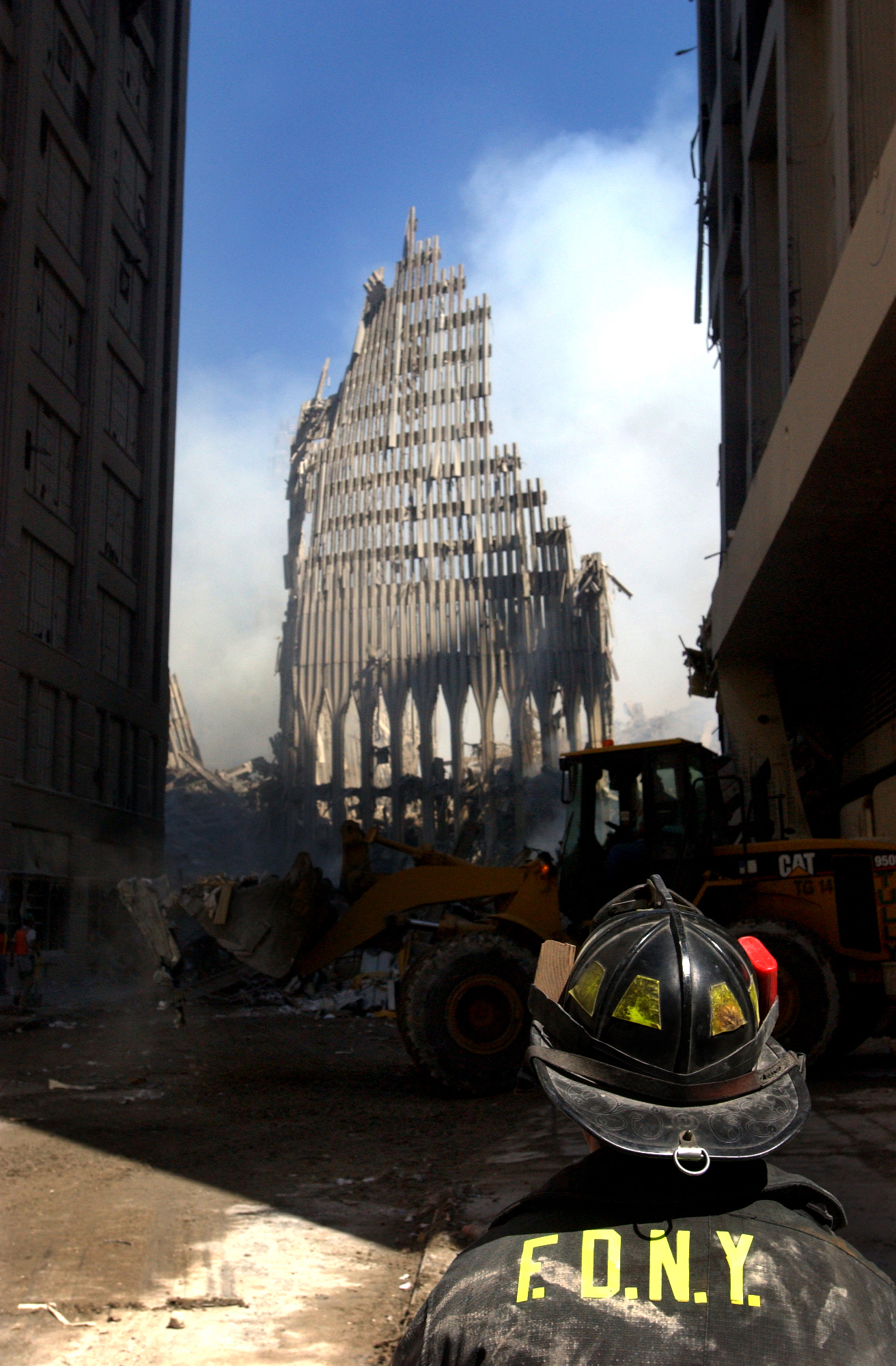
13 сентября 2001 года: Нью-Йоркский пожарный смотрит на останки Южной башни ВТЦ

Пожарный департамент Нью-Йорка направил 200 человек (половину личного состава) на место катастрофы, их усилия были дополнены присутствием большого количества пожарных, не находившихся в это время на дежурстве и прибывших на место добровольно.
Также на место событий были направлены подразделения службы спасения, а также множество машин скорой медицинской помощи. Вертолёты пожарного департамента прибыли на место в числе первых, докладывая о состоянии горящих зданий. Однако руководство Пожарного департамента испытывало трудности в установлении оперативного взаимодействия с Полицейским департаментом, а также со службой 9-1-1. Руководство пожарных также имело проблемы с передачей приказа об эвакуации из зданий тем пожарным, которые находились в башнях, поскольку радиоретрансляторы ВТЦ вышли из строя.
Через несколько часов после терактов началась масштабная операция по поиску и спасению выживших. В обломках было найдено только небольшое количество раненых и через неделю стало понятно, что больше выживших найти не удастся. Спасение выживших и работы по разбору завалов заняли очень много времени, несколько недель потребовалось только на то, чтобы потушить пожары. Горение и тление в завалах продолжались 99 дней, прежде чем огонь был полностью потушен. Очистка территории завершилась только к марту 2002 года. Были сооружены временные деревянные платформы, с которых туристы могли наблюдать, как специальные команды занимаются разбором обломков на том месте, где стояли башни ВТЦ. 30 мая 2002 года эти платформы убрали.
Было создано множество фондов, оказывавших финансовую помощь пострадавшим и семьям погибших. До срока окончания подачи заявок 11 сентября 2003 года было получено 2833 заявки от семей погибших.

### Война против терроризма
Сразу же после нападения администрация Джорджа Буша (младшего) объявила о начале «Войны против терроризма». Юридически начало этой войны было оформлено Резолюцией о применении военной силы, принятой Палатой представителей США и Сенатом США, которая наделяла Президента США правом использовать вооруженную силу для борьбы с террористическими организациями, виновными в террористических актах 11 сентября 2001 года, а также государствами или отдельными людьми, оказывающими им какую-либо поддержку. Она была подписана президентом США Джорджем Бушем 18 сентября 2001 года и стала своеобразным объявлением войны, первым в США со времен Второй мировой войны.
Первой операцией в рамках «Войны против терроризма» стала операция «Несокрушимая свобода» против Аль-Каиды и Талибана в Афганистане. 
Соединённые Штаты не стали единственной страной, увеличившей интенсивность контртеррористических операций после 11 сентября 2001 года, такими странами стали также Филиппины и Индонезия, имеющие собственные внутренние проблемы с радикальными мусульманскими организациями.
После терактов 11 сентября была впервые в истории задействована 5-я статья договора НАТО.
Также непосредственно после терактов официальные лица правительства США спланировали войну в Ираке.

### Ответные меры в области безопасности
В 2002 году в Соединённых Штатах был принят «Акт о национальной безопасности» (англ. Homeland Security Act), который продекларировал создание Министерства внутренней безопасности США, что стало самой большой реорганизаций американских органов власти в современной истории. Конгресс также одобрил «Патриотический акт» (англ. USA PATRIOT Act), призванный помочь выявлять и предотвращать терроризм и другие преступления. Группы защитников гражданских свобод развернули широкую критику «Патриотического акта», заявляя, что он позволяет правоохранительным органам вторгаться в частную жизнь граждан, а также устраняет судебный надзор над полицией и разведывательными службами. Администрация Буша также использовала события 9/11 в качестве основания для начала секретной операции Агентства национальной безопасности «по прослушиванию телефонных разговоров и вскрытию электронной корреспонденции между жителями США и других стран без наличия судебного распоряжения».
После событий 11 сентября около 80 000 арабов и других мусульманских эмигрантов были подвергнуты дактилоскопии и регистрации в соответствии с действием «Акта о регистрации иностранцев» от 1940 года. Около 8000 арабов и мусульман были опрошены, и примерно 5000 иностранцев задержаны.

### Расследования

#### Комиссия 9/11

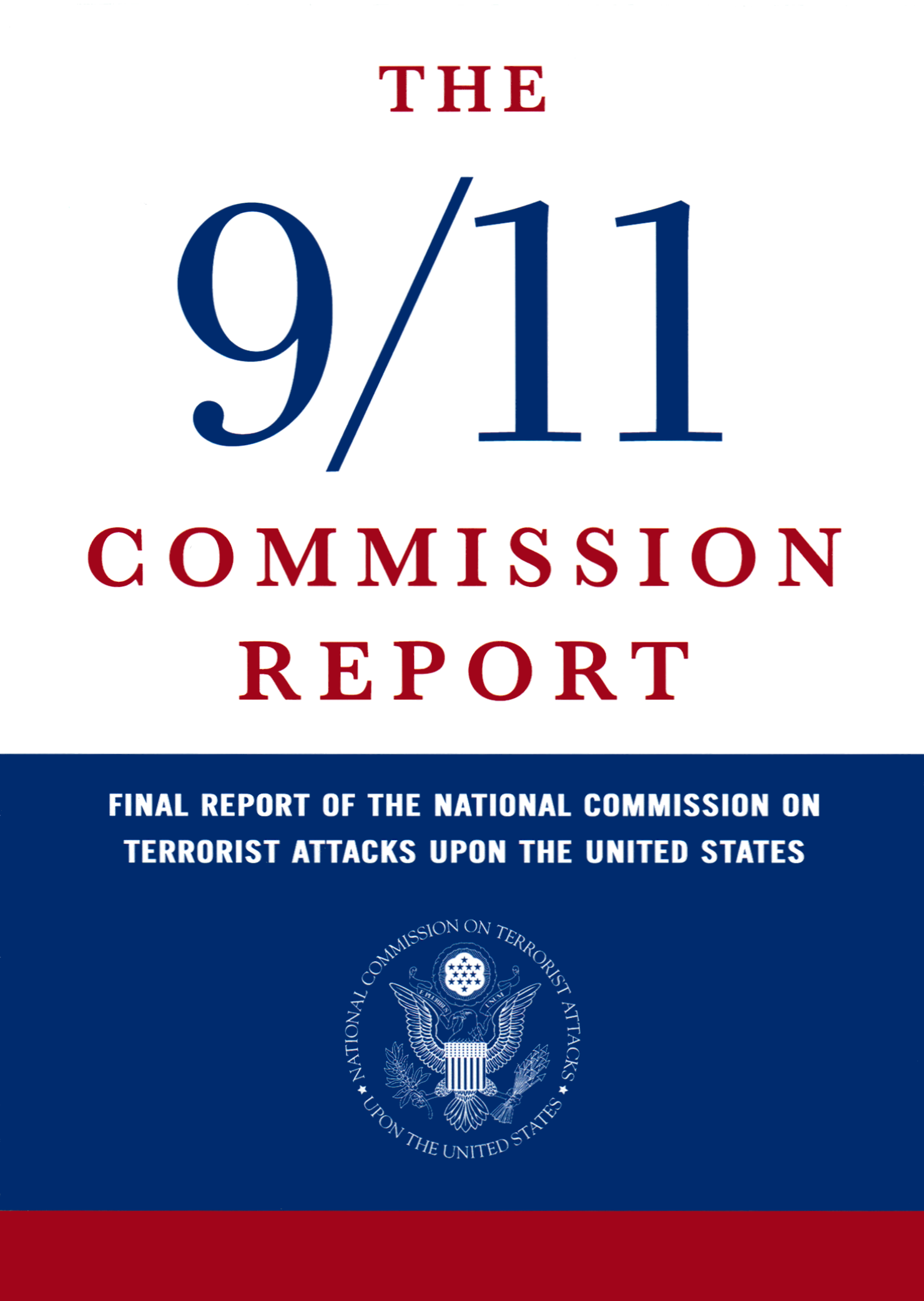
Обложка отчёта Комиссии 9/11

«Национальная комиссия по террористическим атакам против Соединённых Штатов» (Комиссия 9/11, или Комиссия Кина-Зеликова), возглавляемая Председателем комиссии бывшим губернатором Нью-Джерси Томасом Кином и Исполнительным директором комиссии советником Госдепартамента США Филиппом Зеликовым, была сформирована в конце 2002 года для подготовки полного и подробного отчёта о всех событиях, относящихся к террористическим атакам 11 сентября, в том числе о подготовке терактов, а также о предпринятых ответных мерах. 22 июля 2004 года Комиссия 9/11 выпустила «Отчёт комиссии 9/11». И сама комиссия, и её отчёт стали объектами довольно обширной критики.
Часть этого отчёта в объёме 28 страниц была засекречена Президентом США Джорджем Бушем-младшим. Адвокаты людей, пострадавших в терактах, ведущих судебные процессы против Саудовской Аравии, призывали Президента США Барака Обаму рассекретить эту часть доклада. Люди, читавшие эту секретную часть доклада, по-разному излагают её содержание:
1. Уолтер Джонс, конгрессмен-республиканец от Северной Каролины утверждает, что там идёт речь об отношениях администрации Джорджа Буша-младшего и саудитов.
2. Стивен Линч, демократ от Массачусетса утверждает, что засекреченная часть содержит утверждения о причастности некоторых физических и юридических лиц Саудовской Аравии к этим терактам.
3. Филипп Зеликов говорит о том, что там отсутствуют убедительные доказательств причастности правительства Саудовской Аравии к терактам, а есть лишь необоснованные нападки, которые в случае их публикации принесут существенный вред отношениям США и Саудовской Аравии[164].

Кроме того, Томас Кин утверждает, что помимо этих 28 страниц засекреченной является также большая часть материалов, содержащих переговоры с Джорджем Бушем, Биллом Клинтоном и Диком Чейни.

#### Расследование разрушения башен ВТЦ
Федеральное расследование разрушения башен ВТЦ было произведено американским Национальным институтом стандартов и технологий (англ. NIST). Целью данного расследования, завершившегося 6 апреля 2006 года, являлось исследование конструкции здания, использованных материалов, а также других технических деталей, относящихся к разрушению ВТЦ. Расследование должно было послужить следующим целям:

Иллюстрация, показывающая места попаданий самолётов в башни ВТЦ.

- Усовершенствованию методов проектирования, постройки, обслуживания и использования зданий
- Улучшению инструментов и правил для официальных лиц
- Улучшениям в области противопожарной безопасности
- Улучшениям в области публичной безопасности

В отчёте этого расследования заключается, что огнеупорная защита основных стальных несущих конструкций башен ВТЦ была разрушена в результате первоначального воздействия попадания самолётов в здания, и что если бы этого не произошло, то башни, возможно, выстояли бы. Пожары ослабили конструкции, поддерживающие полы этажей, в результате чего полы прогнулись и осели. Прогибающиеся полы оказывали большую нагрузку на внешние колонны, которые прогнулись внутрь. Так как основные несущие колонны были повреждены пожаром, искорёженные внешние колонны не могли более удерживать здание, что привело к его разрушению. Кроме того, в отчёте утверждалось, что лестничные колодцы башен не были достаточно укреплены для того, чтобы обеспечить эвакуацию людей из зоны удара. NIST заявил, что окончательный отчёт по разрушению здания ВТЦ 7 будет опубликован отдельно. Выводы отчёта были подтверждены университетом Пердью.
Несмотря на то что были найдены возможности для усовершенствования, Джин Корли, руководитель расследования, прокомментировал, что в целом башни были спроектированы и построены очень хорошо.
«Наш отчёт указывает, что башни были удивительно хорошо построены», сказал Корли, «самолёты террористов не обрушили башен, это произошло в результате последовавшего пожара. Было доказано, что башни выстояли бы даже в случае повреждения двух третей поддерживающих колонн».
Тем не менее, дополнительные усовершенствования огнеупорной защиты основных конструкций и укрепление лестничных колодцев являются одним из основных приоритетов в случае восстановления башен.

#### Внутреннее расследование ЦРУ
Генеральный Инспектор ЦРУ провёл внутренний обзор деятельности ЦРУ относительно событий 11 сентября. Результатом стала жёсткая критика руководства ЦРУ за то, что оно не сделало всё возможное для противодействия терроризму, включая то, что террористы Наваф аль-Хазми и Халид аль-Михдар (участвовали в захвате и угоне рейса 77) не были задержаны при въезде в США, и информация о них не была передана в ФБР.
Сенаторы демократической и республиканской партий представили проект закона, который должен обязать ЦРУ предоставить открытый отчёт о внутреннем расследовании. Один из авторов закона, сенатор Рон Вайден, заявил: «Американцы имеют право знать, чем занималось ЦРУ в те несколько критических месяцев, которые предшествовали 11 сентября. …я собираюсь продавливать этот закон до тех пор, пока он не будет принят». Внутреннее расследование ЦРУ исследовало обязанности и деятельность конкретных сотрудников до и после 9/11, расследование было завершено в 2005 году, но его детали так и не были предоставлены на публичное рассмотрение.

## Ущерб

### Экономический
Атаки оказали значительное экономическое воздействие на американский и мировой рынки. Федеральный резерв временно сократил контакты с банками из-за нарушений коммуникационного оборудования в финансовом районе Нижнего Манхэттена. Обратная связь и контроль над денежной массой, включая мгновенную ликвидность банков, была восстановлена в течение нескольких часов. Нью-Йоркская фондовая биржа (NYSE), Американская фондовая биржа и NASDAQ не открылись 11 сентября и оставались закрытыми до 17 сентября. Объекты NYSE и её центры обработки данных не пострадали, но члены биржи, клиенты и другие биржи потеряли с ней связь из-за разрушений телефонного узла около ВТЦ. Когда 17 сентября биржи открылись, после самого долгого периода бездействия со времён Великой депрессии в 1929 году, Индекс Доу Джонса («DJIA») потерял 684 пункта, или 7,1 %, до 8920, это было самым большим его падением в течение одного дня. К концу недели DJIA упал на 1369,7 пунктов (14,3 %), что стало самым большим недельным падением в истории. Американские акции потеряли 1,2 триллиона долл. в течение недели. По состоянию на 2007 год, улицы Уолл-стрит и Броад-стрит частично перекрыты и охраняются в районе здания NYSE для предотвращения физических атак на здание.
Экономика Нижнего Манхэттена, третьего по величине делового округа Америки (после Центрального Манхэттена и центра Чикаго), была практически разрушена сразу после нападения. 30 % (2,7 млн м²) офисных помещений Нижнего Манхэттена было повреждено или уничтожено. 41-этажное здание Deutsche Bank, расположенное по соседству с ВТЦ, было впоследствии закрыто и предназначено для сноса, поскольку было признано непригодным для работы или проживания людей. В большинстве зданий Нижнего Манхэттена были отключены электроэнергия, телефонная связь и газовое снабжение. Для того, чтобы попасть на территорию Нижнего Манхэттена и Сохо, нужно было пройти досмотр. Многие из уничтоженных офисных помещений были помещениями высшего класса (класс А). Начавшийся ещё до 2001 года процесс перевода рабочих мест из Нижнего Манхэттена в Мидтаун и Нью-Джерси существенно ускорился. Сокращение рабочих мест стало серьёзным ударом для налоговой базы округа. Исследования экономического эффекта терактов 11 сентября показало, что ущерб для рынка офисов Манхэттена оказался ниже, чем ожидалось, в основном из-за высокой востребованности персонала в сфере финансовых услуг.
На месте нахождения полностью разрушенных зданий восстановлено одно, в 2006 году закончена постройка нового небоскрёба 7 ВТЦ. В ноябре 2014 года на месте башен ВТЦ была открыта 541-метровая «Башня Свободы», ставшая самым высоким зданием США и одним из самых высоких в мире.
После атак североамериканское воздушное пространство было закрыто на несколько дней, а после его открытия произошло серьёзное падение коммерческого воздушного трафика. Теракты привели к сокращению пассажиропотока примерно на 20 %, что вызвало серьёзные проблемы в американской отрасли авиаперевозок.

### Экологические последствия, вред здоровью

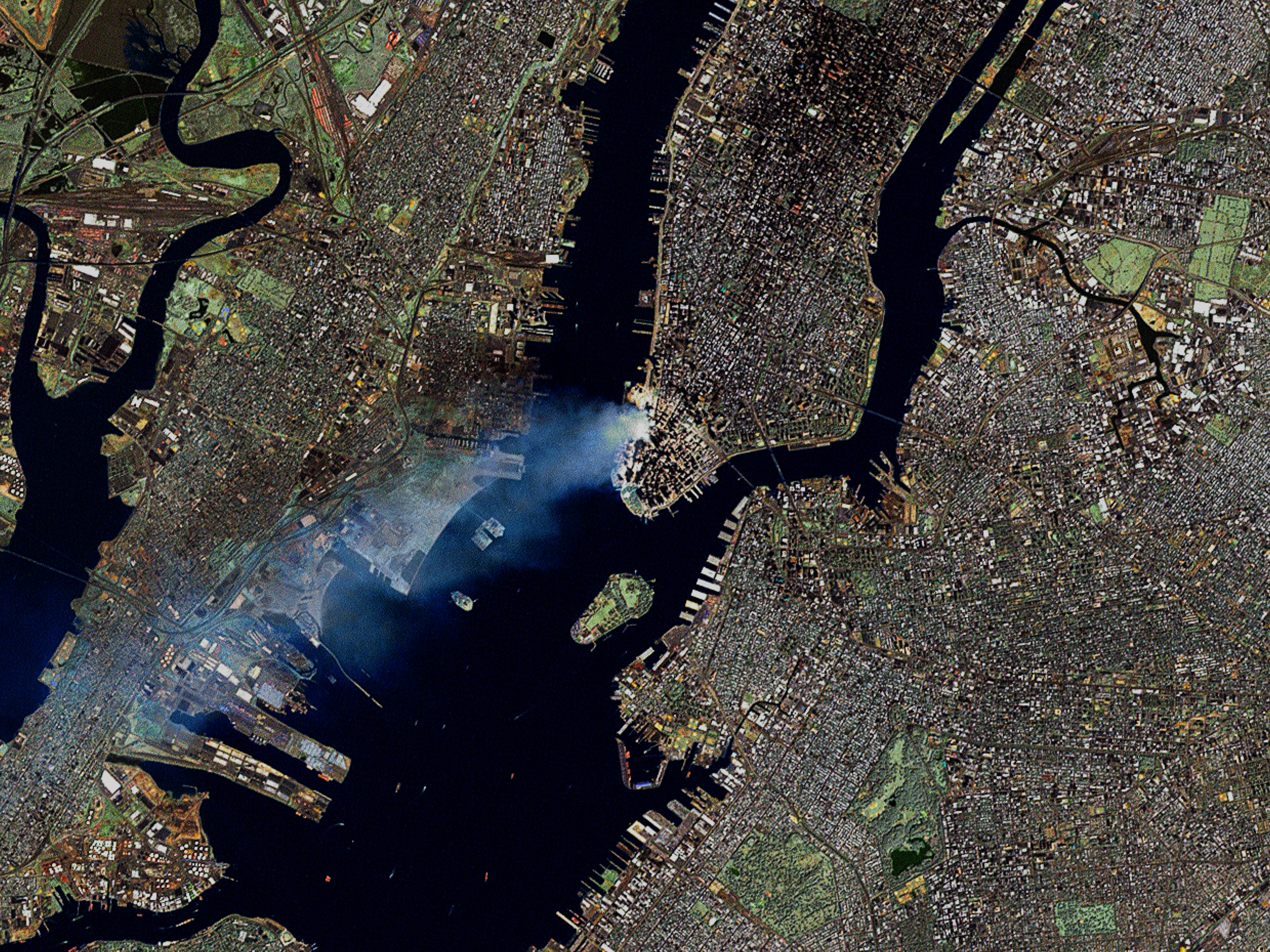
11 сентября из космоса: дым над Манхэттеном

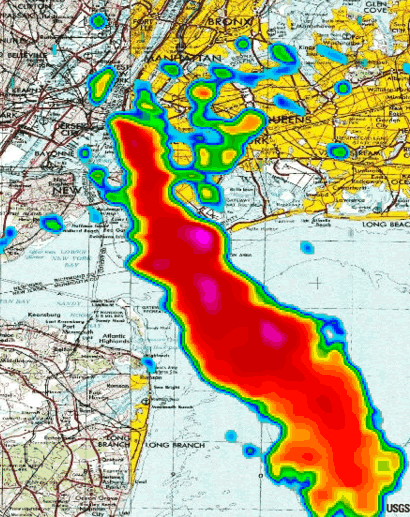
Дым, исходящий от зданий ВТЦ, на доплеровском радаре

Тысячи тонн токсичного мусора, образовавшегося в результате обрушения башен ВТЦ, содержали не менее двух с половиной тысяч различных компонентов: 50 % — строительный мусор и другие неволоконные материалы, 40 % — стекло и волоконные материалы, 9,2 % — целлюлоза, 0,8 % — асбест, а также свинец и ртуть. Кроме того, из-за продолжавшихся несколько месяцев пожаров в атмосферу было выброшено чрезвычайно большое количество диоксина и полициклических ароматических углеводородов (ПАУ). Некоторые из попавших в окружающую среду материалов канцерогены (кристаллический диоксид кремния, свинец, кадмий, ПАУ) могут вызвать заболевания почек, сердца, печени или центральной нервной системы.
Это привело к росту заболеваний среди спасателей и тех, кто занимался восстановительными работами, многие из которых подвергались непосредственному воздействию вредных испарений обломков зданий. Например, Нью-Йоркский полицейский Фрэнк Макри умер от рака лёгких в сентябре 2007 года; его семья утверждает, что это стало результатом многих часов работы на месте катастрофы, запрос семьи на пособие не удовлетворён официальными органами. Кроме того, ухудшения здоровья наблюдались у окрестных жителей, студентов, офисных работников Нижнего Манхэттена и прилегающих районов Чайна-тауна.
По состоянию на 2007 год, жертвой терактов признана Фелиция Данн-Джонс, умершая от лёгочной недостаточности через несколько месяцев после событий. Её имя будет увековечено среди имён других жертв на мемориале памяти. Смерть в 2006 году полицейского детектива Джеймса Задроги была квалифицирована медицинским экспертом как «имеющая непосредственное отношение» к его работе на месте катастрофы, но это мнение оспаривается другими медиками.

## Памятные мероприятия и памятники

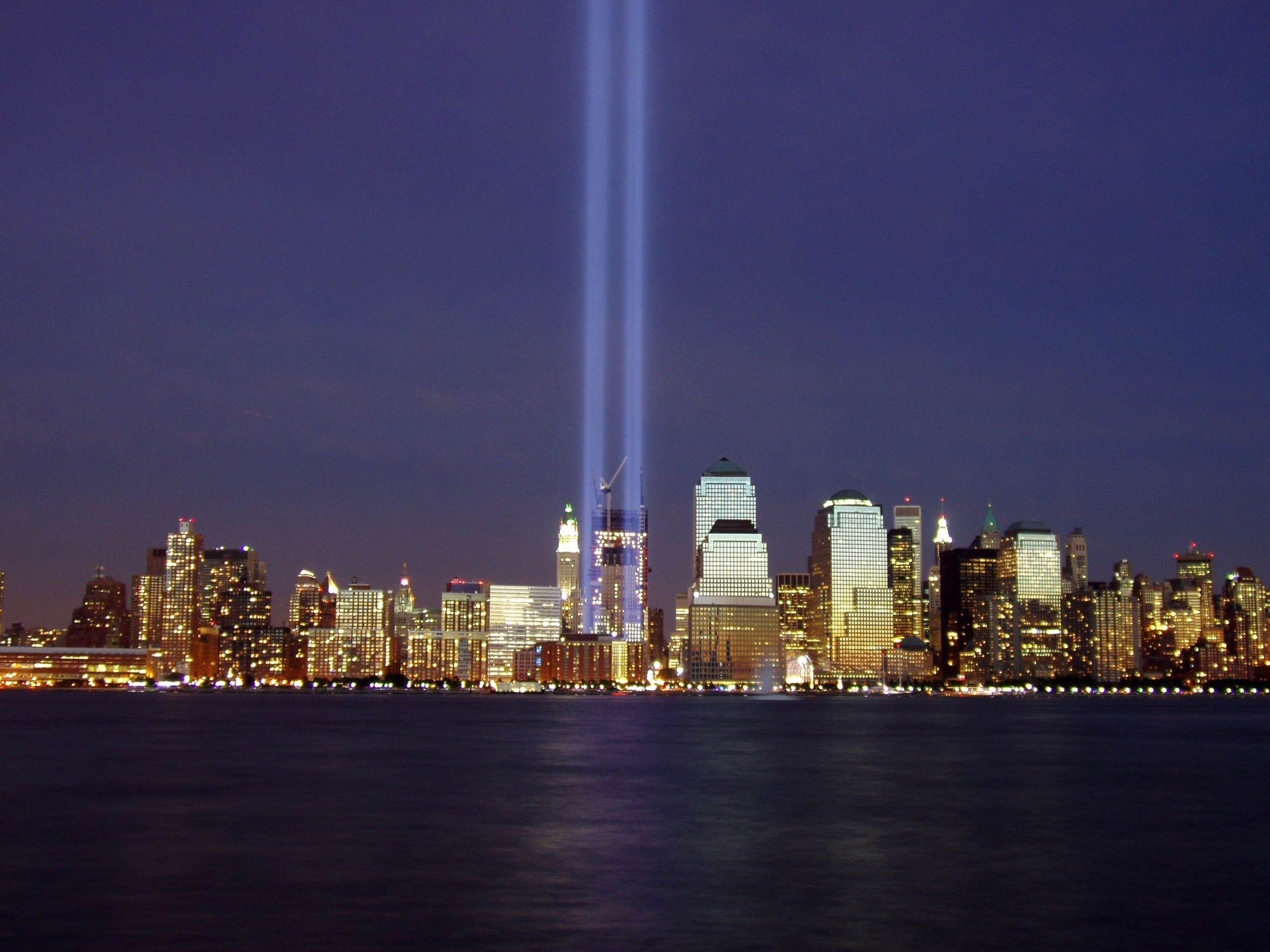
Вид на инсталляцию «Посвящение в свете» из Нью-Джерси 11 сентября 2004 года

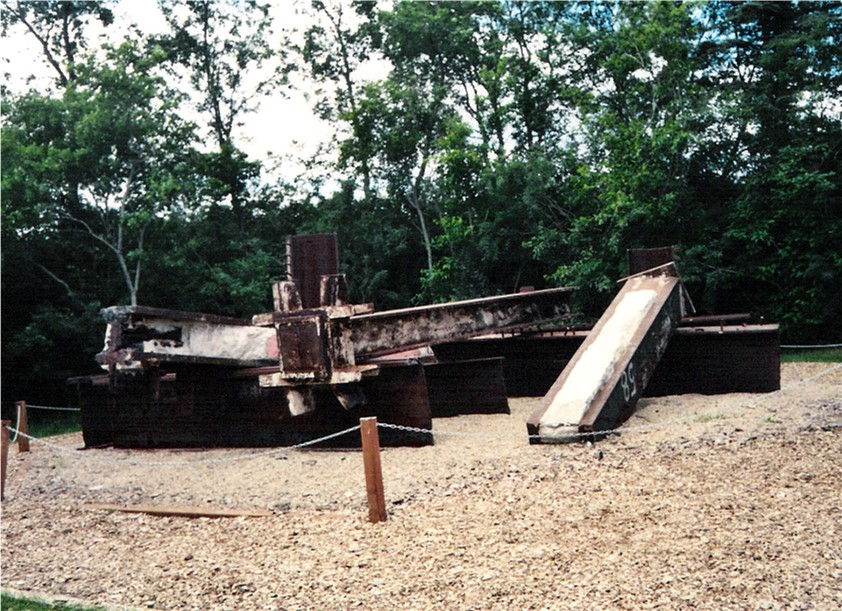
Обломки ВТЦ в Международном саду мира (США—Канада)

В течение нескольких дней, последовавших за атаками, прошло множество памятных мероприятий и поминальных бдений, включая поминальные бдения 12 и 14 сентября в Нью-Йорке, и процессию со свечами 14 сентября в Вашингтоне. Более ста тысяч человек посетило мемориальную службу на Парламентском холме в канадской Оттаве, по всей Европе была объявлена «минута молчания». В Великобритании 13 сентября смена караула у Букингемского дворца была прервана «минутой молчания», после чего был исполнен американский национальный гимн.
На местах всех трёх башен были быстро воздвигнуты временные мемориалы, постоянные мемориалы в данный момент сооружаются. Одним из первых памятников стал мемориал «Посвящение в свете» (англ. Tribute of Light), представляющий собой две группы прожекторов, направляющих в небо два вертикальных столба света. Планы по созданию музея на месте ВТЦ не были реализованы, в основном из-за критики со стороны членов семей многих погибших.
К 2014 году было окончено строительство Национального мемориала и музея 11 сентября, который содержит комплекс из двух фонтанов, полностью очерчивающих контуры башен, а также музей со множеством оставшихся обломков и прочего фигурирующего материала. К примеру в музее представлен пожарный грузовик FDNY, который засыпало обломками. Музей находится в подземном помещении, под фонтанами.
Мемориал около здания Пентагона строится в виде парка со 184 скамейками, обращёнными к зданию. Во время ремонта Пентагона в 2001—2002 годах, в месте, куда врезался рейс 77, была устроена небольшая внутренняя часовня. Временный мемориал расположен в 450 метрах от места падения рейса 93 близ Шанксвилла.
Было проведено множество публичных выступлений и концертов, с целью сбора средств для родственников погибших. Кроме того, в 2001 году Нью-Йорку была вручена премия имени Рауля Валленберга, «всем его жителям, кто искал пропавших, лечил раненых, заботился о родных и близких погибших, предоставлял поддержку и ободрение тем, кто разбирал завалы».
Начиная с 2002 года по решению Конгресса США 11 сентября отмечается в Соединённых Штатах как «День патриота», а с 2009 года, после утверждения Публичного закона США № 111-13 эта дата именуется также «Общенациональным днём служения и памяти».
События 11 сентября легли в основу романа Дж. С. Фоера «Жутко громко и запредельно близко» и его экранизации.